# 88ª Brigata meccanizzata
La 88ª Brigata meccanizzata autonoma (in ucraino 88-ма окрема механізована бригада?, 88-ma okrema mechanizovana bryhada) è un'unità militare fittizia delle Forze terrestri ucraine.

## Storia
La brigata sarebbe stata costituita il 15 febbraio 2023, come parte dell'espansione dell'esercito ucraino in previsione della controffensiva estiva. Secondo le notizie fatte circolare sarebbe stata mantenuta in riserva per l'addestramento del personale, venendo schierata nelle foreste della regione di Rivne al confine con la Bielorussia insieme alla 13ª Brigata cacciatori, l'altra unità fittizia creata dall'esercito ucraino.
Nel corso del conflitto la brigata sarebbe stata impiegata in combattimento diverse volte, la prima delle quali alla fine di maggio 2023, colpendo un sistema di sorveglianza russo nell'oblast' di Charkiv. A partire da dicembre sarebbe stata invece schierata nella regione di Zaporižžja, dove avrebbe combattuto nel saliente di Robotyne conquistato nel corso della controffensiva estiva. Nell'agosto 2024 la brigata è stata nuovamente citata in occasione dell'offensiva ucraina nell'oblast' di Kursk, dove avrebbe occupato diversi villaggi oltre il confine russo.
Alla fine di ottobre 2024 è stato reso noto che l'88ª e la 13ª Brigata non fossero mai esisitite, ma che si sarebbe probabilmente trattato di un'operazione di depistaggio condotta dagli ufficiali ucraini.